# Nembrotha kubaryana
Nembrotha kubaryana (можливі назви українською — немрота кубараяна, морський голозябровий мінливий неоновий слизняк) — вид черевоногих молюсків із ряду голозяброві (Nudibranchia).

## Зовнішній вигляд
Nembrotha kubaryana — це молюск з оголеними зябрами із темно-насиченим великим тілом і характерними зеленими смугами вздовж нього. Великий, досягає 120—130 мм довжини. Краї тіла і голови можуть бути забарвлені в яскраво-помаранчевий колір. 

## Розповсюдження
Цей вид розповсюджений в Індо-Тихоокеанській області — Східна Африка (Кенія, Маврикій, Танзанія), Філіппіни, Індонезія, Малайзія.

## Біологія
Живиться асцидіями, сам неїстівний (отруйний).

## Хімічні засоби захисту
Nembrotha kubaryana використовує токсини у своєму полюванні на асцидій, і щоб захистися від хижаків. Він зберігає токсини асцидій в своїх тканинах, а потім, під час загрози, випускає їх у вигляді оборонного слизу.
| Черепашка | Це незавершена стаття з малакології. Ви можете допомогти проєкту, виправивши або дописавши її. |